# Monden van de IJssel
Het departement Monden van de IJssel (Frans Département des Bouches-de-l'Yssel) was een Frans departement in de Nederlanden ten tijde van het Eerste Franse Keizerrijk, en was genoemd naar de rivier de IJssel.

## Instelling
Het departement werd gevormd op 1 januari 1811 na de annexatie van het koninkrijk Holland op 9 juli 1810. Het was de voortzetting van het voormalige "Hollandse" departement Overijssel.

## Bestuurlijke indeling
De hoofdstad was Zwolle. Het departement was ingedeeld in de volgende arrondissementen en kantons:
Zwollekantons: Hasselt, Kampen, Steenwijk, Vollenhove en Zwolle.
Almelokantons: Almelo, Delden, Enschede, Goor, Oldenzaal en Ootmarsum.
Deventerkantons: Deventer, Hardenberg, Ommen en Raalte.

## Prefect
1811-1813: Petrus Hofstede
1813-1814: Carel Gerard Hultman

## Overig
Het departement Monden van de IJssel had in 1811 de departementale postcode 120. Brieven uit bijvoorbeeld Zwolle kregen het stempel Zwolle 120.
Bij de volkstelling (census) van 1812 had het departement Monden van de IJssel 144.996 inwoners.
Dit departement moet niet verward worden met het departement Boven-IJssel; dat besloeg het grootste deel van het grondgebied van de huidige Nederlandse provincie Gelderland.

## Opheffing
Na de nederlaag van Napoleon in 1814 werd het departement krachtens de grondwet van 29 maart 1814 omgezet in de provincie Overijssel.
Bouches-de-l'Escaut (1810) · Bouches-de-la-Meuse · Bouches-du-Rhin (1810) · Bouches-de-l'Yssel · Deux-Nèthes (1795) · Ems-Occidental · Frise · Meuse-Inférieure (1795) · Roër (1798) · Yssel-Supérieur · Zuyderzée